# ليزلي بيرل ماكليمور
ليزلي بورل ماكليمور (Leslie-Burl McLemore) (من مواليد 17 أغسطس 1940) ناشط أمريكي في مجال الحقوق المدنية وزعيم سياسي من مدينة وولز بولاية ميسيسيبي. 
شغل منصب عمدة مدينة جاكسون المؤقت بعد وفاة فرانك ميلتون في 7 مايو 2009 حتى تنصيب عمدة جديد هارفي جونسون جونيور في 3 يوليو 2009.

## نشاطه الاحتجاجي
في سبتمبر 1960 بدأ ماكليمور الدراسة في كلية روست للعلوم الاجتماعية والاقتصاد بعد حصوله على منحة دراسية كاملة من الكلية.  وكان ذلك هو المكان الذي بدأ فيه الانخراط بشكل جدي في حركة الحقوق المدنية الأمريكية. شارك ماكليمور في مقاطعة مسرح في هولي سبرينجز لأنهم لم يسمحوا للسود بالجلوس في المستوى الرئيسي من المسرح. 
أثناء دراسته في كلية روست للعلوم الاجتماعية والاقتصاد واصل ماكليمور المشاركة في الاحتجاجات الطلابية. انخرط في لجنة تنسيق الطلاب اللاعنفية المعروفة اختصارا باسم (SNCC) لتنسيق الأنشطة مثل حملات تسجيل الناخبين. وكان أيضًا رئيسًا مؤسسًا للفصل التابع للجمعية الوطنية لتقدم الملونين (NAACP) في روست.  عمل ماكليمور كمنسق إقليمي شمالي لحملة الاقتراع من أجل الحرية عام 1963. 
في عام 1964، خلال ما يعرف في الولايات المتحدة الأمريكية باسم صيف الحرية الشهير، وهو الذي شهد الخطاب الشهير لمارتن لوثر كينغ في العاصمة الأمريكية واشنطن دي سي باسم "لدي حلم"، شارك ماكليمور في تشكيل حزب الحرية الديمقراطي في ولاية ميسيسيبي (MFDP)، والذي كان نائبًا لرئيسه.  كان عضوًا مؤسسًا للجنة التنفيذية للحزب الديمقراطي المالي ومندوب الحزب في المؤتمر الوطني الديمقراطي لعام 1964. بفضل جهوده، تمكن ماكليمور من مقابلة ناشطين آخرين مثل إيلا بيكر، وفرانك سميث، وإلينور هومز نورتون، وتشارلز شيرود والعمل معهم كمنسق ومسؤول عن الضغط الشعبي في المكتب الوطني لـ MFDP في واشنطن العاصمة.  وفي وقت لاحق، ركز أبحاثه في العلوم السياسية على الحزب الديمقراطي المالي، وهو أول من بحث بشكل رسمي تأثير الحركة السياسية المحلية. 

## المسيرة الأكاديمية
حصل ماكليمور على درجة الدكتوراه من جامعة ماساتشوستس في أمهرست.  وفي جامعة ماساتشوستس في أمهرست، ساعد ماكليمور في تأسيس قسم باسم "ويب دوبوا" WEB DuBois وهو قسم بحثي مخصص في الدراسات الأفريقية الأمريكية، يبحث في تاريخ الأفارقة في الولايات المتحدة الأمريكية منذ استقدامهم لأمريكا للعمل كعبيد. كما حصل على زمالات ما بعد الدكتوراه في جامعة جونز هوبكنز وجامعة هارفارد.
بعد ذلك، تولى منصب التدريس في جامعة ولاية جاكسون بصفته الرئيس المؤسس لقسم العلوم السياسية، ثم عميد كلية الدراسات العليا والمدير المؤسس لمكتب الأبحاث.
وفي نهاية المطاف أصبح رئيسًا مؤقتًا لجامعة ولاية جاكسون في عام 2010. 
وله العديد من الكتابات السياسية في مجالات السياسة السوداء، والسياسة الجنوبية، والسياسة البيئية، وحركة الحقوق المدنية وهو المؤلف المشارك لكتاب صيف الحرية: تاريخ موجز مع وثائق مع جون ديتمر وجيف كولنيك، والمؤلف المشارك لكتاب معهد فاني لو هامر الوطني للمواطنة والديمقراطية: الانخراط في المناهج الدراسية والتربية مع ميشيل ديردورف وجيفري كولنيك وثانديكيل آر إم مفوسي. 
في عام 1997، شارك ماكليمور في تأسيس لمعهد فاني لو هامر الوطني للمواطنة والديمقراطية في جامعة ولاية جاكسون، الذي صار أول مدير له بعد التأسيس. على مدار أكثر من عشرين عامًا، أجرى معهد هامر العديد من المعاهد الصيفية لطلاب رياض الأطفال والمعلمين في رياض الأطفال والمعلمين وأعضاء المجتمع وأعضاء هيئة التدريس بالجامعة.

## المشاركة السياسية
انتخب ليزلي ماكليمور عضوا في مجلس مدينة جاكسون في عام 1999، ممثلاً للمنطقة الثانية لمدة 10 سنوات، قضى منها خمس سنوات كرئيس للمجلس.  بعد وفاة عمدة المدينة فرانك ميلتون، شغل ماكليمور أيضًا منصب العمدة بالنيابة. ولم يسعى ماكليمور إلى إعادة انتخابه لمقعده في المجلس. انتهت فترة ولايته في يوليو 2009، حيث تقاعد في ذلك الوقت ليكرس جهوده بدوام كامل لمعهد هامر. 
أثناء التدريس في جامعة ولاية جاكسون في المسيسيبي، عاد ماكليمور إلى مدينة وولز حيث عمل كعضو في مجلس شيوخ وولز. بعد انتخابه في عام 2017، صنع التاريخ من خلال عمله كواحد من أول مسؤولين أسودين منتخبين في والز بولاية ميسيسيبي في الولايات المتحدة الأمريكية، وكان الآخر هو الأمريكي كورتيس فارمر. 
في عام 2023، تم تكريم جهود ماكليمور عندما منحته جمعية ميسيسيبي التاريخية جائزة الإنجاز مدى الحياة لعام 2023 لإنجازاته مع MFDP. 